# 中銀中心
22°19′05″N 114°09′32″E / 22.3180216°N 114.158937°E

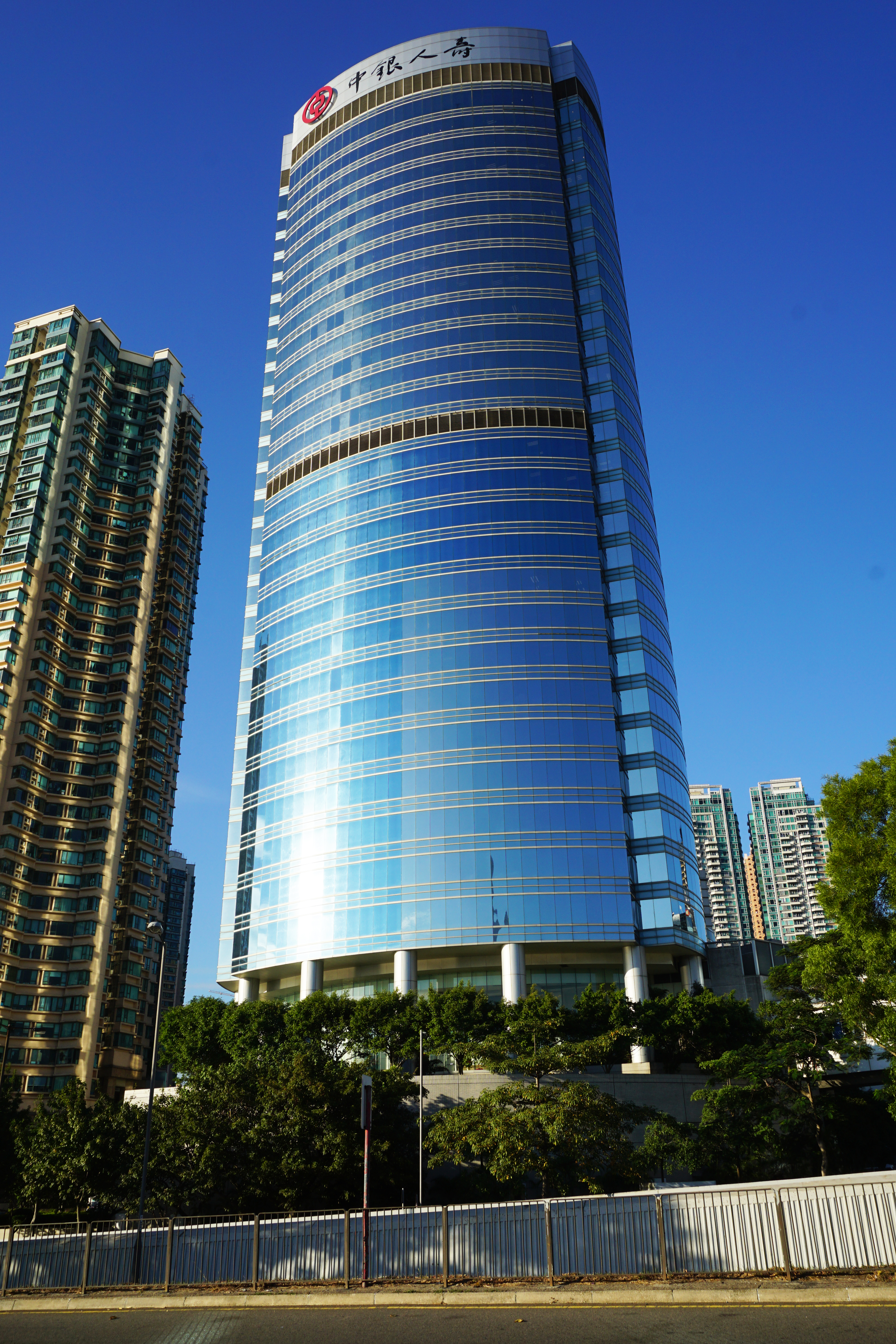
中銀中心正面

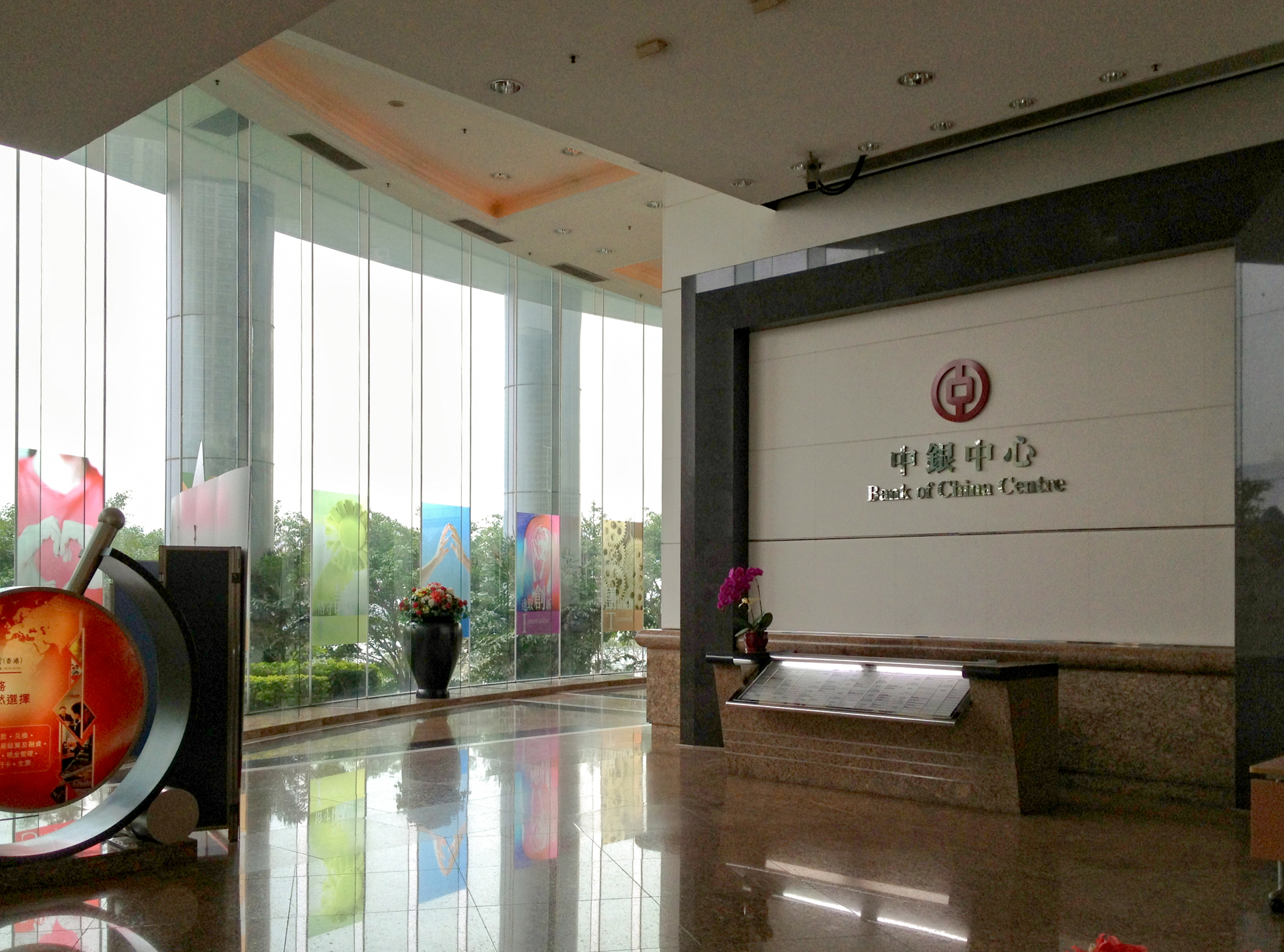
中銀中心入口大堂

中銀中心（Bank of China Centre）位於香港西九龍大角咀海輝道11號，鄰近奧海城一期，於2000年建成，樓高26層，總面積約36萬方呎。
中銀中心原名為奧海中心，由信和集團、嘉里建設、中國海外、嘉德置地（前稱新加坡發展置地，今稱凱德集團）及中銀香港聯合發展，落成後由信和集團持有，2001年5月以16億港元出售予中銀香港作為後勤總部，並易名為中銀中心。

## 鄰近
- 滙豐中心
- 維港灣
- 凱帆軒
- 港鐵奧運站
- 君匯港
- 西九龍公路
- 大同新邨

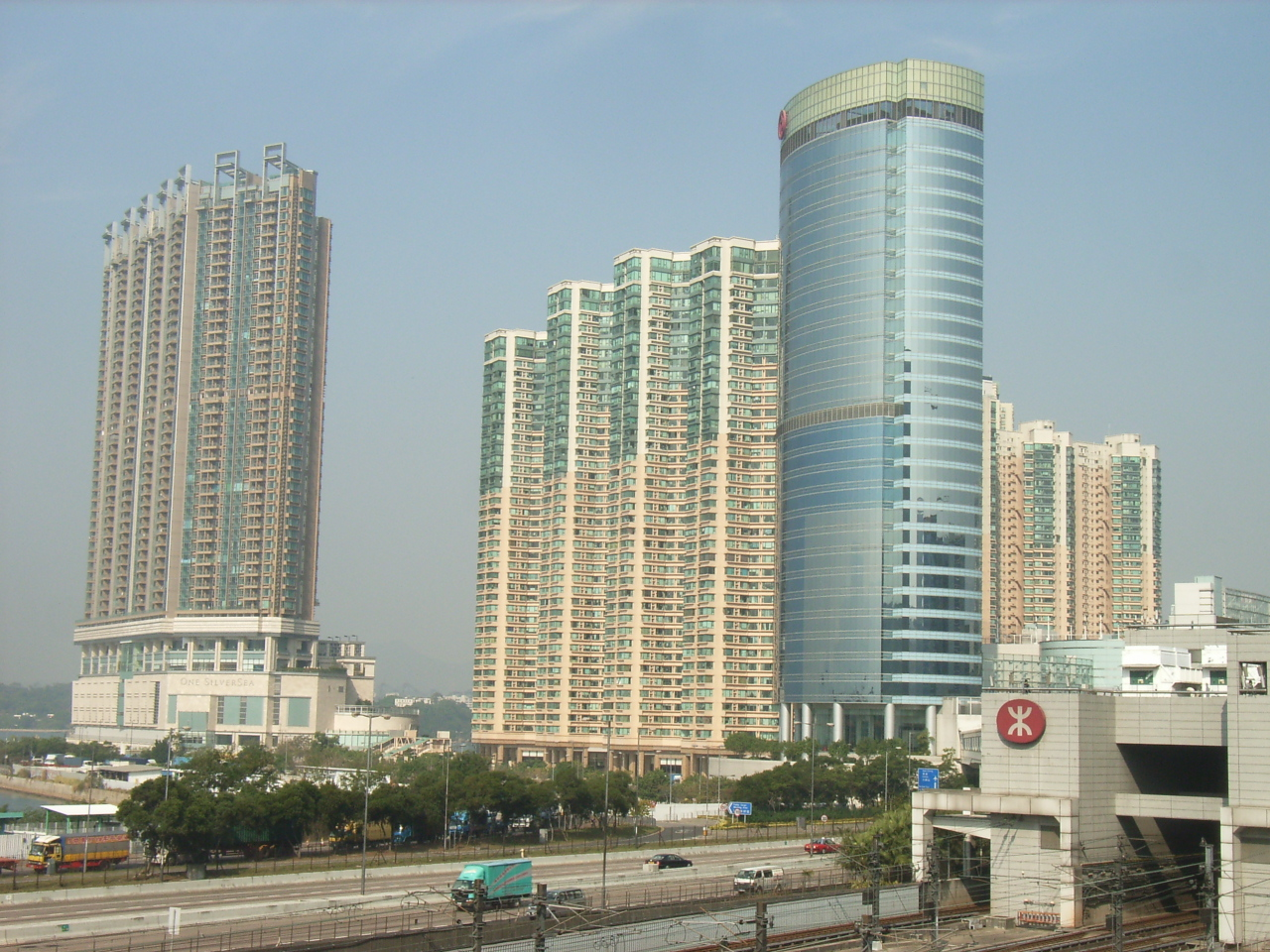
中銀中心（圖右）是一座單幢樓商廈
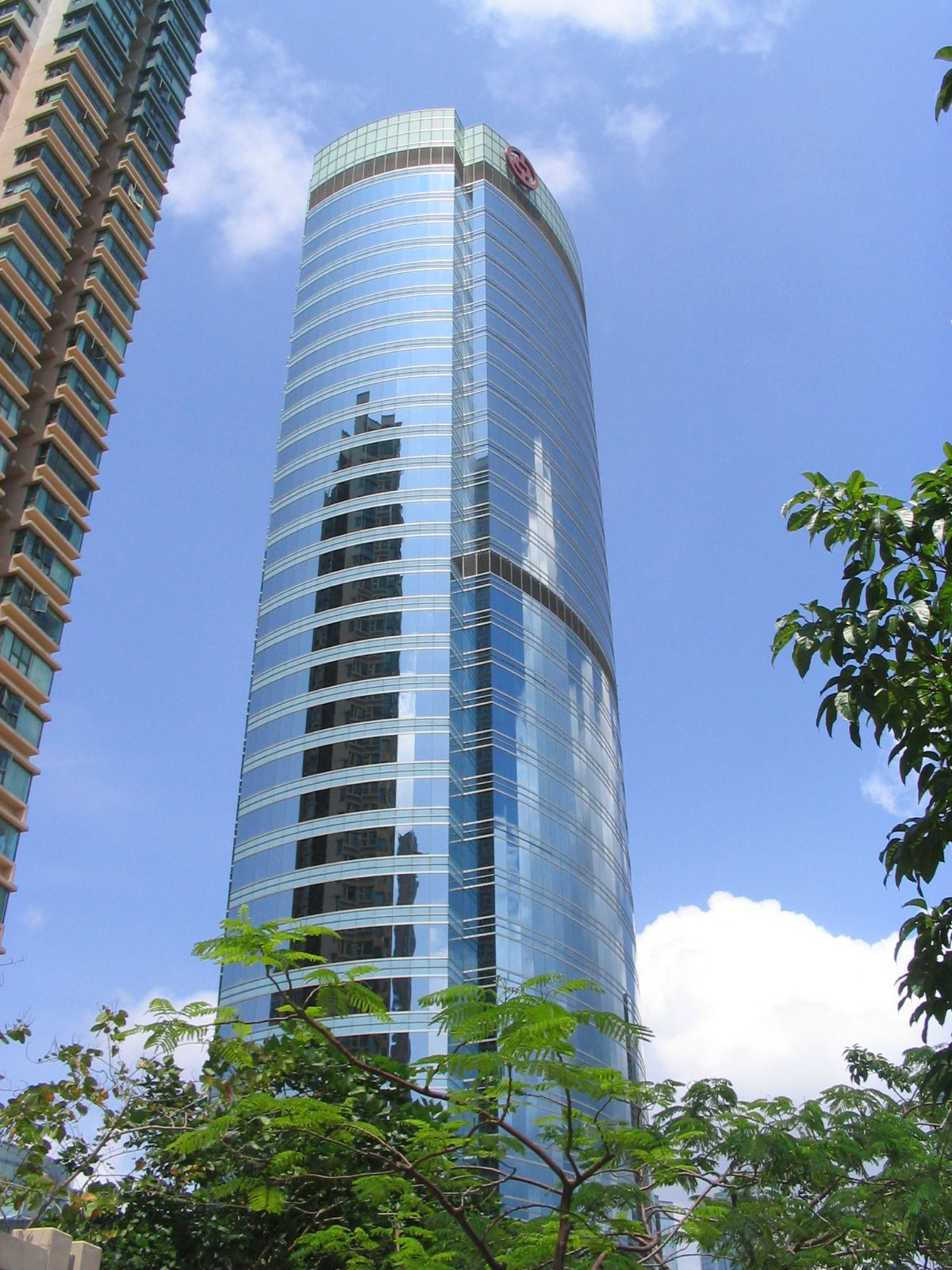
中銀中心側面
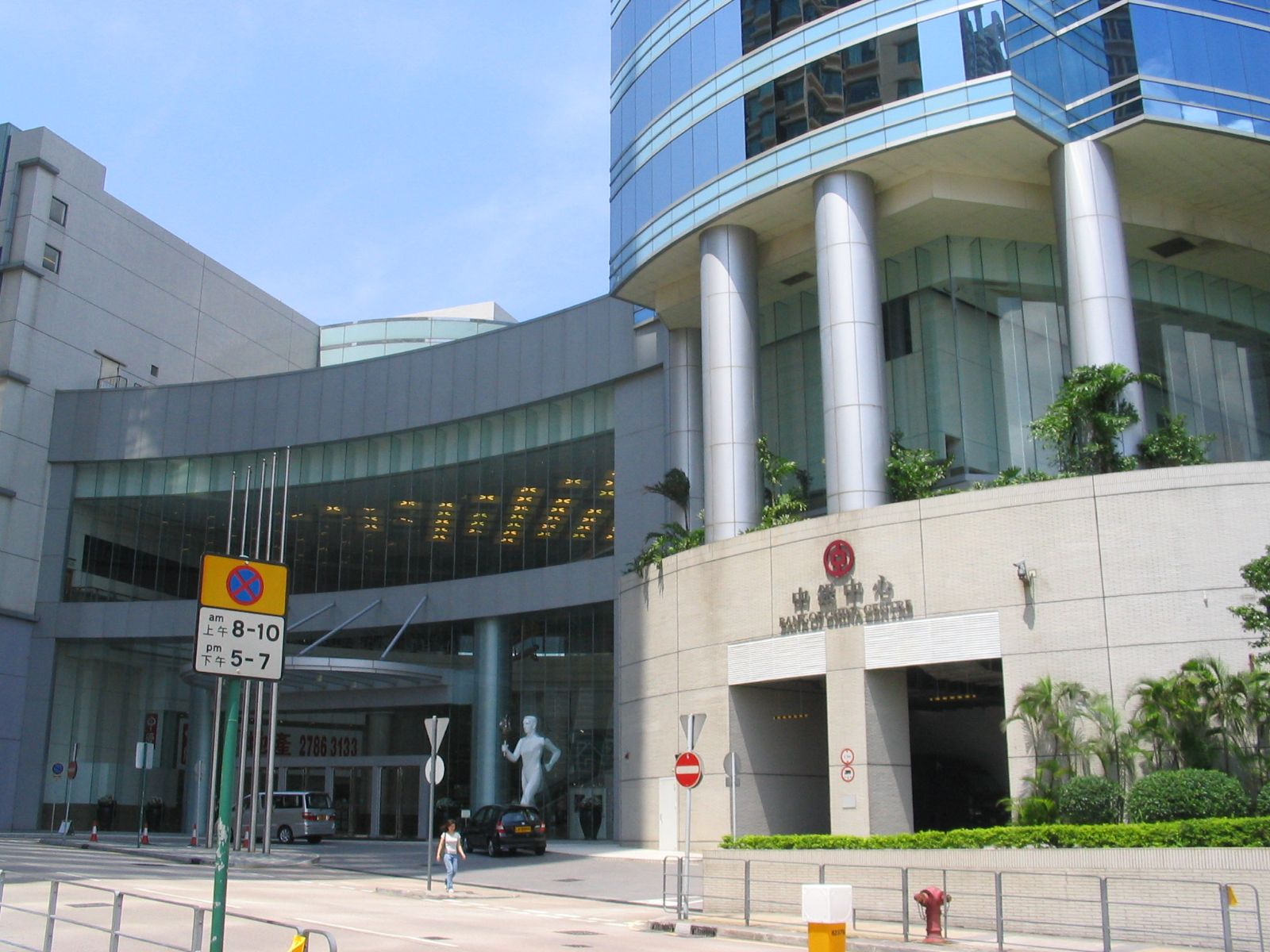
中銀中心正門入口
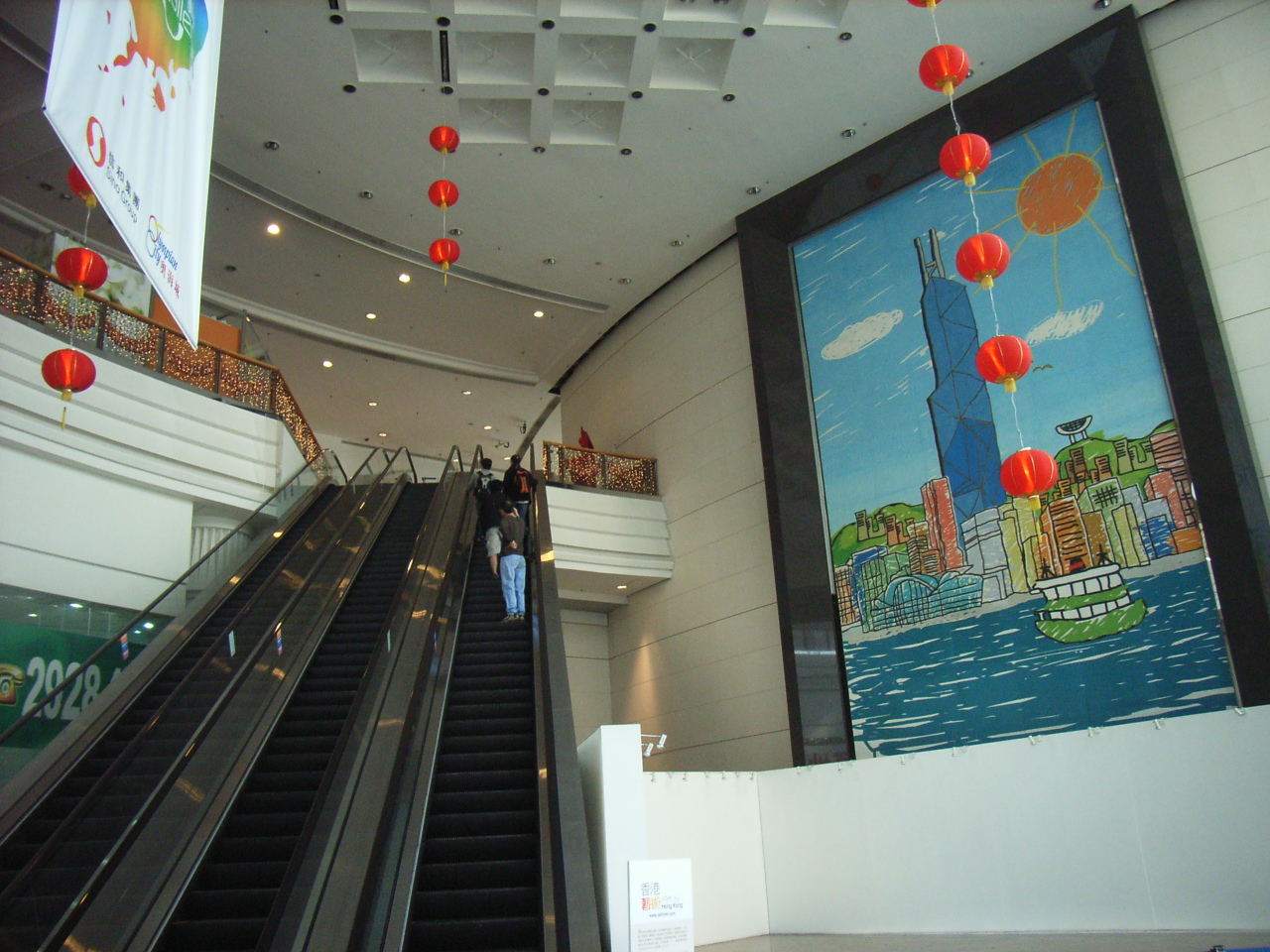
中銀中心位於海帆道之出口

## 外部參考
- 中銀中心地圖 （页面存档备份，存于）